# Madagasichneumon tenuis
Madagasichneumon tenuis là một loài tò vò trong họ Ichneumonidae.